# 科羅熱奇納河
57°33′42.5″N 38°17′33.3″E / 57.561806°N 38.292583°E
科羅熱奇納河（俄语：Корожечна），是俄羅斯的河流，位於該國西部，屬於伏爾加河的左支流，流經特維爾州和雅羅斯拉夫爾州，河道全長147公里，流域面積1,690平方公里。